# 疯狂出租车

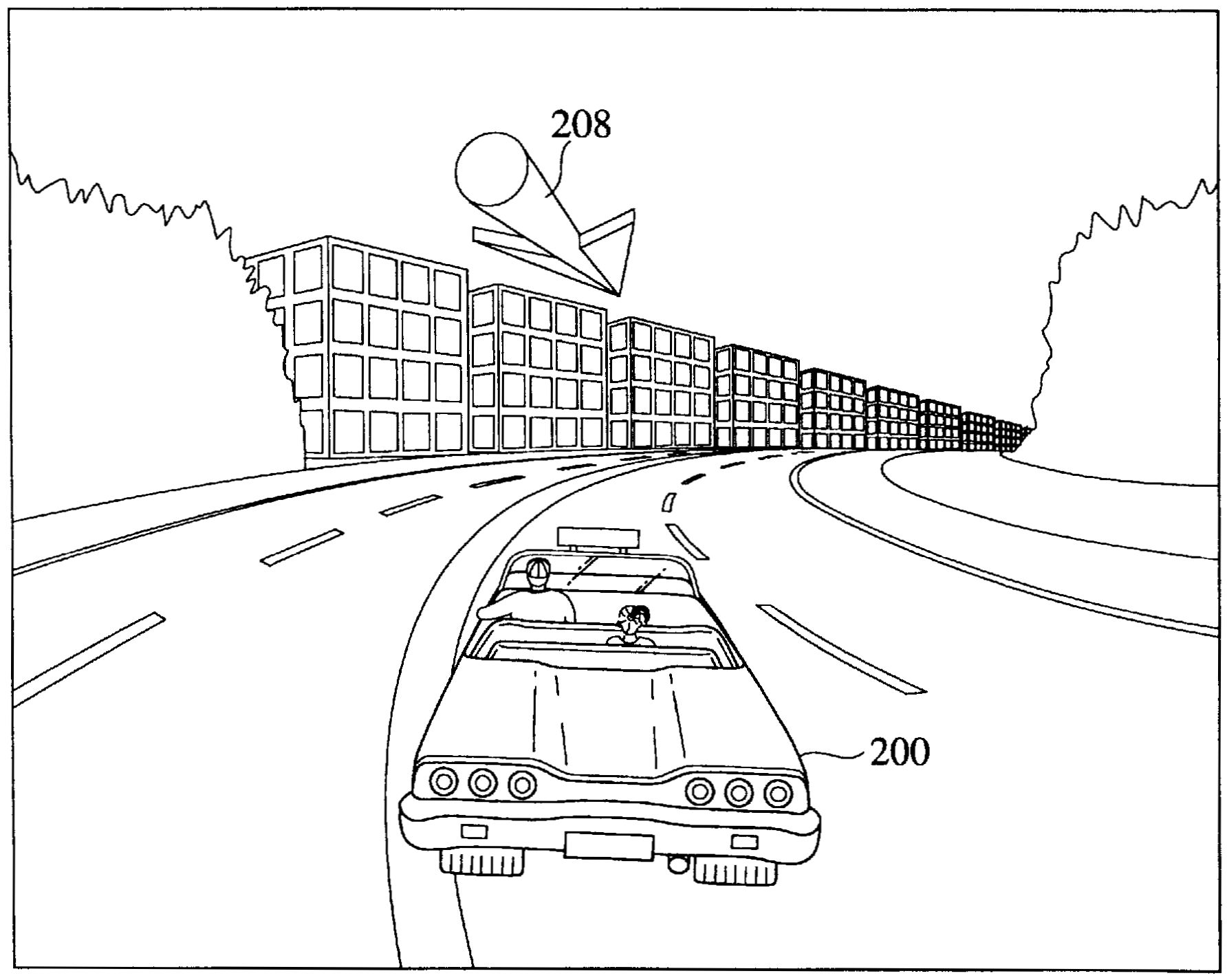
瘋狂計程車的美國專利

《疯狂出租车》是一款由Hitmaker小组的菅野健司制作，世嘉发行的開放世界竞速游戏。本游戏是疯狂出租车系列首作。游戏先于1999年在街机上发行。之后于2000年移植至Dreamcast。本游戏收到大多数正面的评价。
玩家驾驶着一辆出租车，接载乘客至制定地点。游戏中，玩家需在指定时间点，接载越多的乘客以及赚取更多的金钱。
本游戏的销量非常高。在2000年美国地区，本游戏为第二大销量最高的游戏，达到75万份。